# Alaerato arbastoi
Alaerato arbastoi is een slakkensoort uit de familie van de Eratoidae. De wetenschappelijke naam van de soort werd voor het eerst geldig gepubliceerd in 2017 door Fehse.